# Giuliano Alesi
Giuliano Ryu Alesi (20. září 1999 Avignon) je francouzský automobilový závodník. Je synem bývalého pilota Formule 1 Jeana Alesiho a bývalé japonské herečky Kumiko Goto.

## Kariéra

### Motokáry
Alesi se narodil v Avignonu a začal s motokárami v roce 2013. V tom roce soutěžil v kategorii KF3, ve které skončil celkově na 14. místě, a v roce 2014 v kategorii v kategorii KFJ, kdy s týmem Baby Race SRL skončil ve výsledkové listině na 28. místě.

### Francouzský šampionát F4
V březnu 2015 bylo oznámeno, že Alesi postoupí pro sezónu 2015 z motokár do monopostů. V prvním závodě obsadil pole position, zvítězil a také zajel nejrychlejší kolo. Získal další dvě vítězství a dvě vítězství mezi juniory a skončil druhý v kategorii juniorů a čtvrtý v celkovém pořadí.

### GP3 Series
V prosinci 2015 se Alesi zúčastnil postsezónního testování GP3 s Arden International a Jenzer Motorsport. Téhož měsíce bylo oznámeno, že Alesi bude závodit v sezóně 2016. V únoru 2016 bylo oznámeno, že Alesi bude závodit s Tridentem. Po několika závodech na konci startovního pole získal první bod v GP3 Series v hlavním závodě ve Spa-Francorchamps. V roce 2017 vyhrál svůj první závod, sprint v Silverstone. V roce 2018 zaznamenal 100 bodů a skončil sedmý v celkovém pořadí, jen šest bodů za jeho týmovým kolegou v Tridentu, Pedrem Piquetem . Alesi vyhrál jeden závod a třikrát skončil na pódiu.

### Mistrovství FIA Formule 2
Dne 8. prosince 2018 Trident Racing oznámil, že Alesi bude v tomto týmu závodit v sezóně 2019 šampionátu FIA Formule 2 spolu s Ralphem Boschungem. Alesi měl pomalý začátek sezóny a během první poloviny sezóny zaznamenal pouze jeden bod, a to v hlavním závodě na Paul Ricard. Od závodního víkendu v Monze bodoval vždy, kromě hlavního závodu v Soči. Sezónu zakončil s 20 body na 15. místě, ale nezabránil tomu, aby Trident skončil poslední v šampionátu týmu.

### Formule 1
V březnu 2016 se Alesi stal členem Ferrari Driver Academy (spolu s kolegou z GP3 Charlesem Leclercem), čímž spojil svou budoucnost se stejným týmem, se kterým byl v devadesátých letech 20. století závodil jeho otec Jean Alesi.

## Statistiky

### Shrnutí kariéry
| Sezóna  | Série                      | Tým               | Závody | Výhry | Pole pos. | Nejrychl. kola | Pódia | Body  | Pořadí |
| ------- | -------------------------- | ----------------- | ------ | ----- | --------- | -------------- | ----- | ----- | ------ |
| 2015    | Francouzský šampionát F4   | Autosport Academy | 21     | 3     | 2         | 2              | 4     | 168,5 | 4.     |
| 2015–16 | MRF Challenge Formula 2000 | MRF Racing        | 4      | 0     | 0         | 0              | 0     | 3     | 23.    |
| 2016    | GP3 Series                 | Trident           | 15     | 0     | 0         | 0              | 0     | 1     | 22.    |
| 2017    | GP3 Series                 | Trident           | 15     | 3     | 0         | 1              | 4     | 99    | 5      |
| 2018    | GP3 Series                 | Trident           | 18     | 1     | 0         | 1              | 4     | 100   | 7.     |
| 2019    | Mistrovství FIA Formule 2  | Trident           | 22     | 0     | 0         | 0              | 0     | 20    | 15.    |
| 2020    | Mistrovství FIA Formule 2  | BWT HWA Racelab   | 8      |       |           |                |       | 8*    | 16.*   |

* Sezóna stále probíhá.

### Kompletní výsledky v GP3 Series
| Rok  | Tým     | 1          | 2          | 3           | 4           | 5          | 6           | 7          | 8          | 9           | 10         | 11         | 12         | 13          | 14         | 15          | 16         | 17         | 18         | Poř. | Body |
| ---- | ------- | ---------- | ---------- | ----------- | ----------- | ---------- | ----------- | ---------- | ---------- | ----------- | ---------- | ---------- | ---------- | ----------- | ---------- | ----------- | ---------- | ---------- | ---------- | ---- | ---- |
| 2016 | Trident | CAT FEA 22 | CAT SPR 16 | RBR FEA DNS | RBR SPR DNS | SIL FEA 16 | SIL SPR Ret | HUN FEA 19 | HUN SPR 16 | HOC FEA Ret | HOC SPR 14 | SPA FEA 10 | SPA SPR 12 | MNZ FEA DNS | MNZ FEA 19 | SEP FEA 16  | SEP SPR 13 | YMC FEA 11 | YMC SPR 10 | 22.  | 1    |
| 2017 | Trident | CAT FEA 17 | CAT SPR 11 | RBR FEA 6   | RBR SPR 2   | SIL FEA 7  | SIL SPR 1   | HUN FEA 6  | HUN SPR 1  | SPA FEA 7   | SPA SPR 1  | MNZ FEA 6  | MNZ SPR C  | JER FEA 9   | JER SPR 7  | YMC FEA Ret | YMC SPR 10 |            |            | 5.   | 99   |
| 2018 | Trident | CAT FEA 7  | CAT SPR 1  | LEC FEA 3   | LEC SPR 6   | RBR FEA 6  | RBR SPR Ret | SIL FEA 8  | SIL SPR 2  | HUN FEA 17† | HUN SPR 16 | SPA FEA 9  | SPA SPR 6  | MNZ FEA 6   | MNZ SPR 2  | SOC FEA 14  | SOC FEA 17 | YMC FEA 6  | YMC SPR 10 | 7.   | 100  |

† Jezdec nedokončil závod, ale byl klasifikován, protože dokončil více než 90 % vzdálenosti závodu.

### Kompletní výsledky v Mistrovství FIA Formule 2
| Rok  | Tým             | 1          | 2           | 3           | 4           | 5           | 6          | 7          | 8           | 9          | 10         | 11         | 12          | 13         | 14          | 15         | 16         | 17        | 18        | 19        | 20        | 21         | 22        | 23        | 24        | Poř. | Body |
| ---- | --------------- | ---------- | ----------- | ----------- | ----------- | ----------- | ---------- | ---------- | ----------- | ---------- | ---------- | ---------- | ----------- | ---------- | ----------- | ---------- | ---------- | --------- | --------- | --------- | --------- | ---------- | --------- | --------- | --------- | ---- | ---- |
| 2019 | Trident         | BHR FEA 12 | BHR SPR DSQ | BAK FEA Ret | BAK SPR Ret | CAT FEA Ret | CAT SPR 16 | MON FEA 11 | MON SPR Ret | LEC FEA 10 | LEC SPR 14 | RBR FEA 13 | RBR SPR Ret | SIL FEA 17 | SIL SPR Ret | HUN FEA 13 | HUN SPR 12 | SPA FEA C | SPA SPR C | MNZ FEA 7 | MNZ SPR 7 | SOC FEA 13 | SOC FEA 8 | YMC FEA 8 | YMC FEA 5 | 15.  | 20   |
| 2020 | BWT HWA Racelab | RBR FEA 6  | RBR SPR Ret | RBR FEA 21  | RBR SPR 15  | HUN FEA 11  | HUN SPR 10 | SIL FEA 19 | SIL SPR 18  | SIL FEA    | SIL SPR    | CAT FEA    | CAT SPR     | SPA FEA    | SPA SPR     | MNZ FEA    | MNZ SPR    | MUG FEA   | MUG SPR   | SOC FEA   | SOC SPR   |            |           |           |           | 16.* | 8*   |